# Torpedo los!!!
Torpedo los!!! – piąty album zespołu Blade Loki, wydany w roku 22 maja 2009 przez S.P. Records.
Album został nagrany pod okiem reżysera nagrań, Romana „Felka” Felczyńskiego we wrocławskim studiu „Tower” i wydany po blisko trzyletniej pracy zespołu nad nowym materiałem. W nagrywaniu płyty udział wzięły dwie wokalistki – w związku z długoterminowym wyjazdem Agaty za granicę, za mikrofonem stanęła również Agnieszka „Majka” Niemczynowska nagrywając część utworów. Z udziałem Majki odbyła się również jesienna trasa Torpedo Live Tour 2009. W styczniu 2010 po powrocie Agaty do kraju, zespół ponownie nawiązał z nią współpracę.

## Lista utworów
Źródło:.
1. „intrrrrrro” – 0:09
2. „Biegnij, biegnij” – 2:42
3. „Torpedo los” – 2:21
4. „Wszyscy diabli” – 4:16
5. „Apokalipsa” – 3:10
6. „Rozrywka hipnotyka” – 3:57
7. „Skóra” – 3:14
8. „Daj mi chwilę” – 3:50
9. „Czy świat zwariował” – 3:42
10. „Wszystko mnie wkurwia” – 3:47
11. „Urodziny mordercy” – 2:37
12. „Dzieci podwórek” – 3:16
13. „Zły” – 4:47

bonusy (wersje alternativ)
1. „Wszyscy diabli” – 4:16
2. „Rozrywka hipnotyka” – 3:58
3. „Skóra” – 3:12

## Muzycy
Źródło:.
- Agata Polic – śpiew
- Agnieszka „Majka” Niemczynowska – śpiew
- Andrzej Dudzic – gitara basowa
- Twurca – gitara
- Norbert Ważny – instrumenty klawiszowe
- Adam Moszyński – perkusja
- Daniel Wrona – trąbka
- Wojciech Lis – trąbka